# Coprinopsis brunneofibrillosa
Coprinopsis brunneofibrillosa är en svampart som först beskrevs av Dennis, och fick sitt nu gällande namn av Redhead, Vilgalys & Moncalvo 2001. Coprinopsis brunneofibrillosa ingår i släktet Coprinopsis och familjen Psathyrellaceae.   Inga underarter finns listade i Catalogue of Life.